# Phanaeus beltianus
Phanaeus beltianus är en skalbaggsart som beskrevs av Bates 1887. Phanaeus beltianus ingår i släktet Phanaeus och familjen bladhorningar. Inga underarter finns listade i Catalogue of Life.